# サマータイム・キラー
『サマータイム・キラー』（The Summertime Killer または Target Removed）は1972年のスペイン・イタリア・フランスの犯罪映画。監督はアントニオ・イサシ、出演はクリストファー・ミッチャム、オリヴィア・ハッセー、カール・マルデンなど。

## ストーリー
殺し屋のレイは父の仇のマフィアたちを次々に殺し、最後の一人となるアルフレディのいるポルトガルへ向かう。
マフィアを引退したアルフレディはワイン会社を経営しており、レイはアルフレディの秘書兼愛人のミシェールに接触する。
同じころ、カイリーはレイを追ってアメリカからポルトガルに来ていた。その矢先、レイはアルフレディの暗殺に失敗し、ミシェールもアルフレディの部下に殺される。フランスのプロヴァンスまで逃走したレイは、アルフレディの娘であるタニアをさらい、マドリード近郊の湖畔のボートハウスに監禁したうえで、アルフレディに決闘を挑む。そして、決闘の日、アルフレディは配下たちとともに闘牛場でレイを待ち受ける。被弾したレイはそのままボートハウスまで逃走し、タニアと再会する。そこにはカイリーも来ていたが、二人をそのまま帰す。
帰国したカイリーが、所属していた組織の者によって射殺されるところで物語は幕を下ろす。

## キャスト
※括弧内は日本語吹替（初回放送1978年10月1日『日曜洋画劇場』）
- レイ・カストール: クリストファー・ミッチャム（英語版）（坂東正之助）
- タニア・スカロッティ: オリヴィア・ハッセー（鷲尾真知子）
- ジョン・カイリー: カール・マルデン（加藤和夫）
- ミシェール: クローディーヌ・オージェ
- ラザロ・アルフレディ: ラフ・ヴァローネ
- 教師: ジェラール・バレー（フランス語版）
- アレックス: ジェラール・ティシー